# Passalus camerani
Passalus camerani là một loài bọ cánh cứng trong họ Passalidae. Loài này được Pangella miêu tả khoa học năm 1905.